# Coenopoeus
Coenopoeus is een kevergeslacht uit de familie van de boktorren (Cerambycidae). De wetenschappelijke naam van het geslacht werd voor het eerst geldig gepubliceerd in 1880 door Horn.

## Soorten
Coenopoeus omvat de volgende soorten:
- Coenopoeus niger Horn, 1894
- Coenopoeus palmeri (LeConte, 1873)